# كولمباريوم

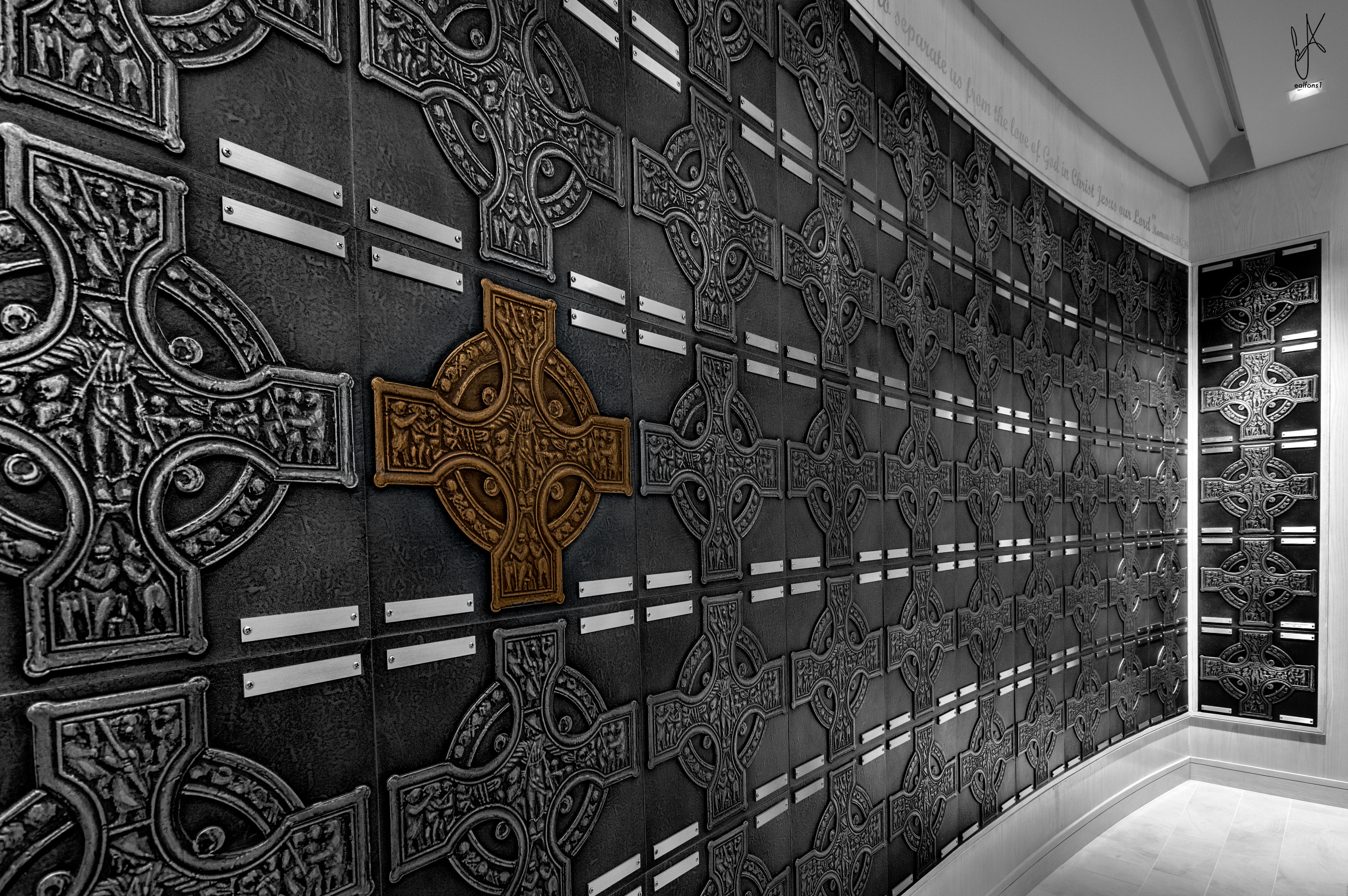

كولمباريوم أو المرمدة هو مقبرة وثنية رومانية قديمة، فيها كوى (جمع كوة) يُحفظ بداخلها رماد الموتى.
تقع هذه المقبرة على يسار الطريق الموصلة ما بين وادي السير وعراق الأمير، ويعتقد السكان المحليون أنها كانت تستعمل لتربية الحمام تبعاً لشكلها بينما هي في الواقع عبارة عن مقبرة.